# Louis Gabriel Suchet
Louis Gabriel Suchet, född 2 mars 1770 i Lyon, död 3 januari 1826 på slottet Saint Joseph Montredon nära Marseille, var en fransk militär som gavs titeln hertig av Albufera 1813 och utnämndes till marskalk av Frankrike 1811. Han utmärkte sig bland annat under Napoleons krig i Spanien.

## Franska revolutionskrigen
Suchet var son till en sidenhandlare och skrev 1791 in sig som frivillig i nationalgardet. Han avancerade snabbt, deltog som major i belägringen av Toulon 1793 och sårades två gånger  under fälttåget i Italien 1796–1797. 1798 blev han brigadgeneral  och 1799 divisionsgeneral. Genom sitt försvar av Varställningen bidrog han till att André Masséna lyckades hålla sig i det belägrade Genua och Napoleon Bonaparte vinna sin seger i slaget vid Marengo 1800.

## Napoleonkrigen
Suchet deltog med utmärkelse i kriget mot Österrike i slaget vid Austerlitz 1805 och mot Preussen i slaget vid Saalfeld och slaget vid Jena 1806. 1808 blev han greve, fick befälet över aragoniska armén i Spanien och uppvisade där stora militära och administrativa förtjänster. Han upphävde belägringen av Zaragoza, slog general Enrique José O'Donnell vid Lerida 1810 och intog med storm Tarragona samma år, varefter han utnämndes till marskalk av Frankrike. 5 juli 1811 slog han general Joaquín Blake vid Sagunto och tvang i januari 1812 Valencia att kapitulera. Till belöning för detta upphöjdes han till hertig av Albufera 1813. Efter fransmännens nederlag vid Vitoria måste han dock uppge först Valencia och sedan Barcelona och sluta sig till Jean-de-Dieu Soults armé för försvaret av Audelinjen.
Under första restaurationen 1814–1815 blev Suchet pär av Frankrike, men slöt sig till Napoleon under de hundra dagarna. Efter den andra restaurationen 1815 berövades Suchet sitt pärskap, men återfick det 1819.
Han efterlämnade Mémoires sur les campagnes en Espagne (Memoarer om fälttågen i Spanien), utgivna i två band 1829–1834 av baron Saint-Cyr Nugues, Suchets stabschef.